# Рафн, Карл Готтлоб
Карл Готтлоб Рафн (дат. Carl Gottlob Rafn; 31 июля 1769, Виборг — 17 мая 1808, Копенгаген) — датский ботаник, медик, физик, химик и минералог.

## Биография
Карл Готтлоб Рафн родился в городе Виборг 31 июля 1769 года. Окончил частный университет в Копенгагене в 1788 году, где изучал медицину, ветеринарию и ботанику. Рафн обладал необыкновенным талантом в разных областях науки и значительно повлиял на развитие событий во всех научных областях, в которых он был заинтересован. В 1797 году он стал экспертом в General-Landøkonomi- og Kommercekollegiet. Его наиболее важные научные достижения были сделаны в ботанике, также занимался медицинскими, физическими, химическими и минералогическими исследованиями. Карл Готтлоб Рафн умер в Копенгагене 17 мая 1808 года.  

## Научная деятельность
Карл Готтлоб Рафн специализировался на семенных растениях.

## Научные работы
- Udkast til en Plantephysiologie, grundet paa de nyere Begreber i Physik og Chemie. København. 1796.
- Danmarks og Holsteens flora sÿstematisk phÿsisk og oekonomisk, Vol. 1. 1796.
- Danmarks og Holsteens flora sÿstematisk phÿsisk og oekonomisk, Vol. 2. 1800[5].